# 編年
編年（へんねん、英: Chronology:クロノロジー）とは、歴史学においては、過去の出来事を年代順に並べた年表、または年代記のこと。考古学においては、考古資料を文様・形態・機能の変化などによって時間的な経過を示す型式に配列し、これらと遺跡を覆っている土層との関係において得られた時間的変遷をいう。遺構及び遺物の前後関係や年代を配列すること、またはその配列自体を指す語として使われる。また、災害対応において状況や活動などを時系列に沿って記録することを指す。
また、絵画や人物の歴史的な年代、年譜についても使用される。

## 考古学における「編年」
編年には、2つの事物を比較して旧新を決めるだけの相対編年と、1つの事物の年代を予め決定して指標とする絶対編年がある。土器は考古学の絶対編年によく利用されている。
通常は遺丘などのように層位的な前後関係がある場合は、その層位に共伴する土器などの遺物群が年代決定、編年の基礎資料となる。しかし、層位が把握できない日本の遺跡の場合は、遺構の切り合い（A遺構をB遺構が破壊している状況は、BはAより新しいなど）関係によって、年代の前後関係をとらえる場合が多い。また、他の遺跡にも切り合いによる前後関係が見られる場合は、遺跡間ごとに年代の網目が構成されていき、より正確な年代的配列（=編年）をつくることができる。往々にして土器や陶磁器には、年代による口縁部などの器の特徴的な部分の変化や器形そのものの変化、器の大きさや整形技法、施文技法の変化、文様自体の変化があるのでその形式的、様式的変化を追うことで遺物の年代が決まる。年代が決まった遺物と同時に共伴すると目される遺物があればその遺物の年代、若しくは遺構の年代を決定できることになる。
また、年輪年代法に使用できる木材片、建物跡に伴う遺物や墓などの遺構に伴って年代が書かれたり刻まれたりした土器、陶磁器、記念碑などの紀年銘資料（マヤの墓の壁画に描かれた長期暦も含む）とそれに共伴する一括の遺物、年代の分かっている火山灰層などの前後若しくはその層の中に遺物が含まれていると年代を決める定点（編年の定点とか編年基準資料）となることがある。旧石器捏造事件は、火山灰層の知識を半ば悪用した行為であった。なお、年代が刻まれていても廃棄された板碑や古銭などの移動されている資料は、紀年銘があっても編年の基準、定点になり得ないので注意が必要である。
絶対編年は、年代の配列決定に欠かせないが、従来は手法が確立されておらず曖昧であった。近年は科学的手法により遺物の絶対年代測定が行われ、これをもとに編年が行われる例がある。

## 災害におけるクロノロジー
災害対応において、情報、出来事、顛末などを継時的に記録すること、災害時の状況、活動内容などを時系列に沿って記録した情報またはその手法のこと。